# Fredy Martínez
Fredy Joel Martínez Mancilla (Durazno, 1º maggio 2001) è un calciatore uruguaiano, difensore del Boston River.

## Caratteristiche tecniche
È un terzino sinistro.

## Carriera
Martínez è cresciuto nel settore giovanile del Danubio con cui ha debuttato il 10 settembre 2020 nell'incontro di Primera División Profesional de Uruguay pareggiato 2-2 contro il Boston River. Nel 2022 è stato ceduto in prestito prima al Villa Española, poi al Central Español.
Nel 2023 è passato a titolo definitivo al Nacional.

## Statistiche

### Presenze e reti nei club
Statistiche aggiornate al 20 aprile 2024.
| Stagione        | Squadra         | Campionato      | Campionato | Campionato | Coppe nazionali | Coppe nazionali | Coppe nazionali | Coppe continentali | Coppe continentali | Coppe continentali | Altre coppe | Altre coppe | Altre coppe | Totale | Totale | Totale |
| Stagione        | Squadra         | Comp            | Pres       | Reti       | Comp            | Pres            | Reti            | Comp               | Pres               | Reti               | Comp        | Pres        | Reti        | Pres   | Reti   |        |
| --------------- | --------------- | --------------- | ---------- | ---------- | --------------- | --------------- | --------------- | ------------------ | ------------------ | ------------------ | ----------- | ----------- | ----------- | ------ | ------ | ------ |
| 2020            | Danubio         | PD              | 2          | 0          |                 | -               | -               |                    | -                  | -                  |             | -           | -           | 2      | 0      |        |
| 2021            | Danubio         | SD              | 2          | 0          |                 | -               | -               |                    | -                  | -                  |             | -           | -           | 2      | 0      |        |
| 2022            | Villa Española  | SD              | 13         | 0          | CU              | 0               | 0               |                    | -                  | -                  |             | -           | -           | 13     | 0      |        |
| 2022            | Central Español | SD              | 7          | 0          | CU              | 0               | 0               |                    | -                  | -                  |             | -           | -           | 7      | 0      |        |
| 2023            | Nacional        | PD              | 7          | 0          | CU              | 1               | 0               | CL                 | 0                  | 0                  |             | -           | -           | 8      | 0      |        |
| 2024            | Nacional        | PD              | 3          | 0          | CU              | 0               | 0               | CL                 | 1                  | 0                  |             | -           | -           | 4      | 0      |        |
| Totale carriera | Totale carriera | Totale carriera | 34         | 0          |                 | 1               | 0               |                    | 1                  | 0                  |             | -           | -           | 36     | 0      |        |